# Mercedes-Benz EQA
A Mercedes-Benz EQA a Mercedes-Benz akkumulátoros SUV autótípusa, melyet 2021. január 20-án mutattak be.

## Története
A Mercedes-Benz EQA alapjául szolgáló koncepcióautót, a Concept EQA-t 2017 szeptemberében mutatták be az Frankfurti Autószalonon.

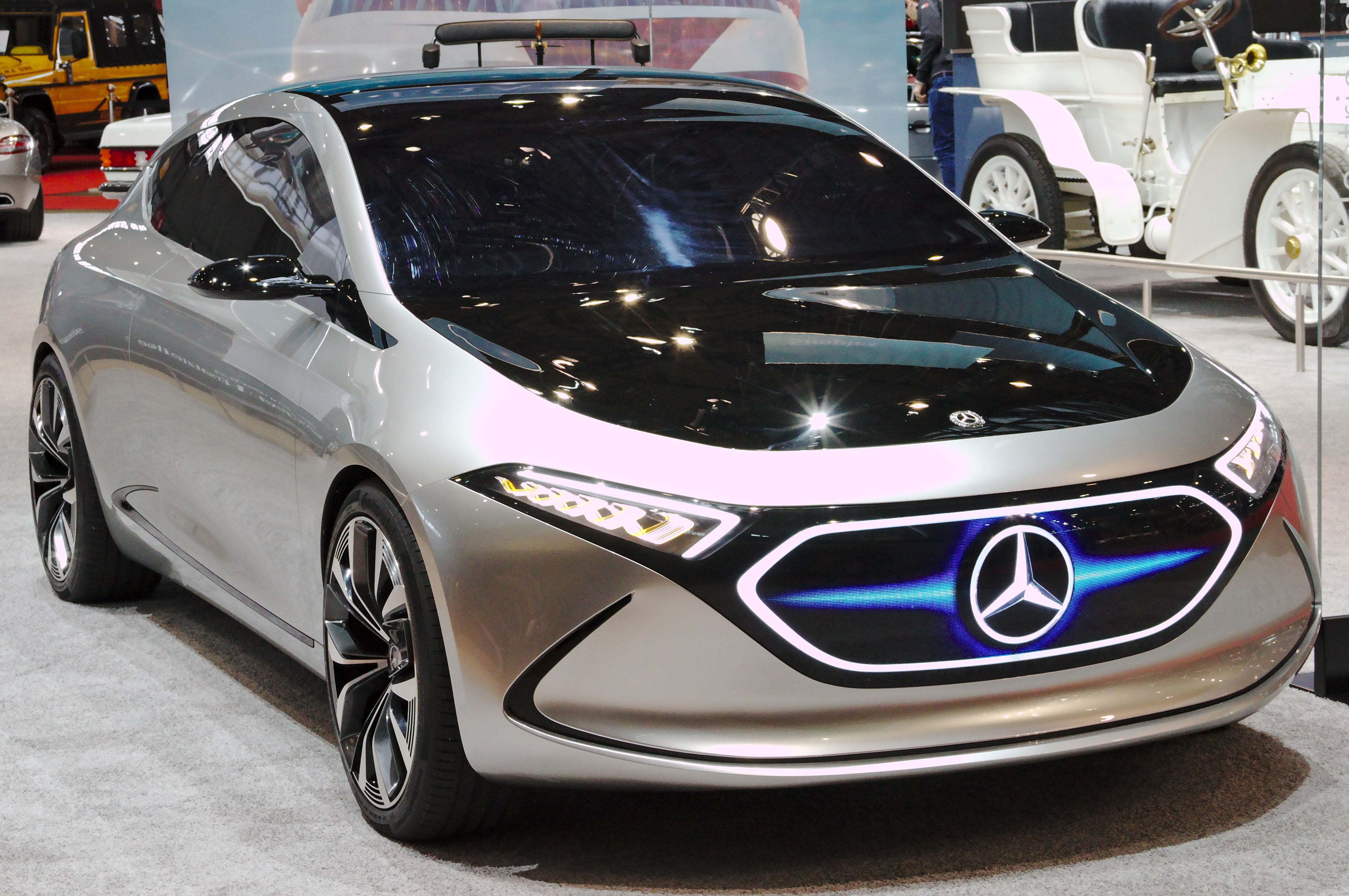
Mercedes-Benz Concept EQA elölnézetből
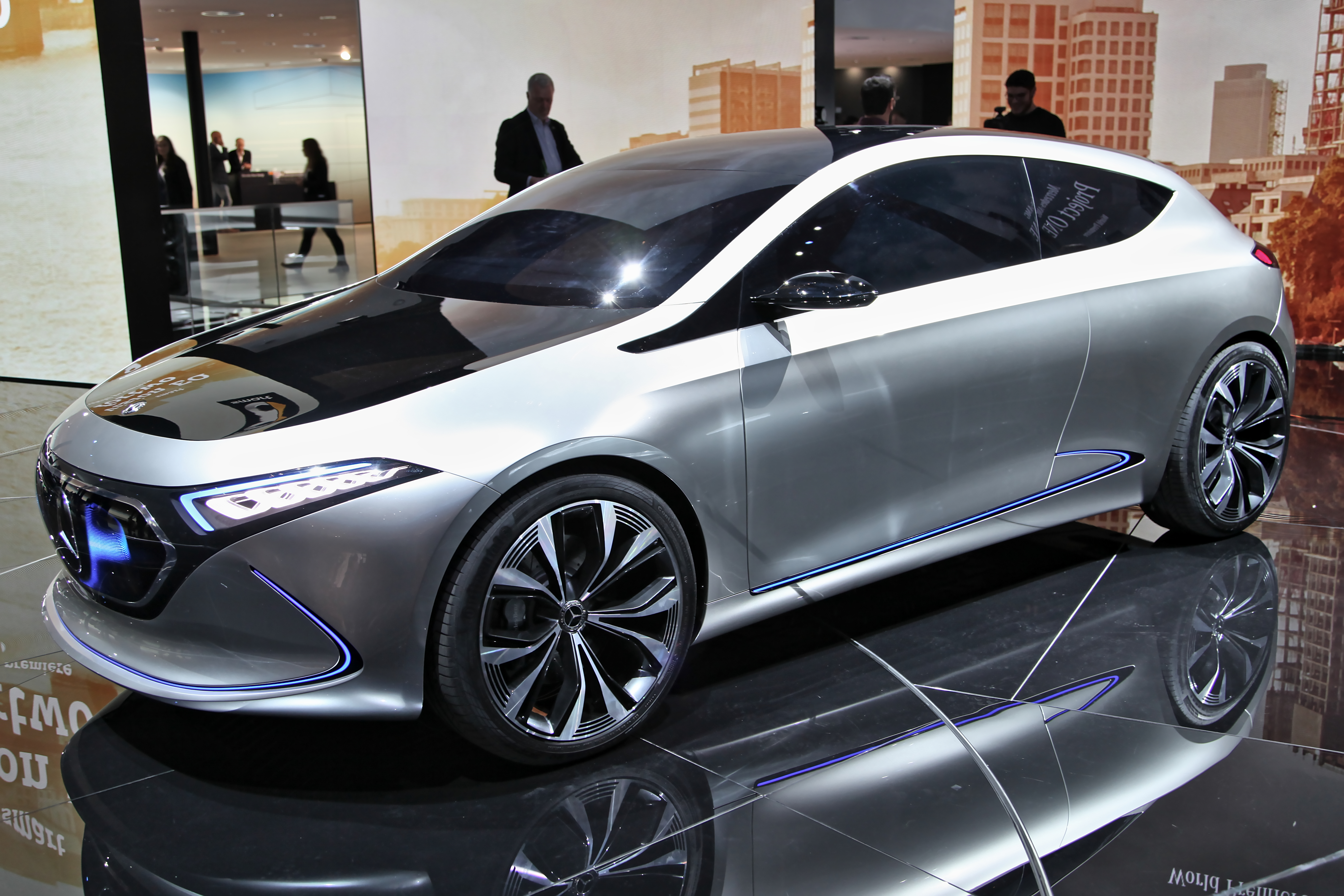
Mercedes-Benz Concept EQA elölnézetből
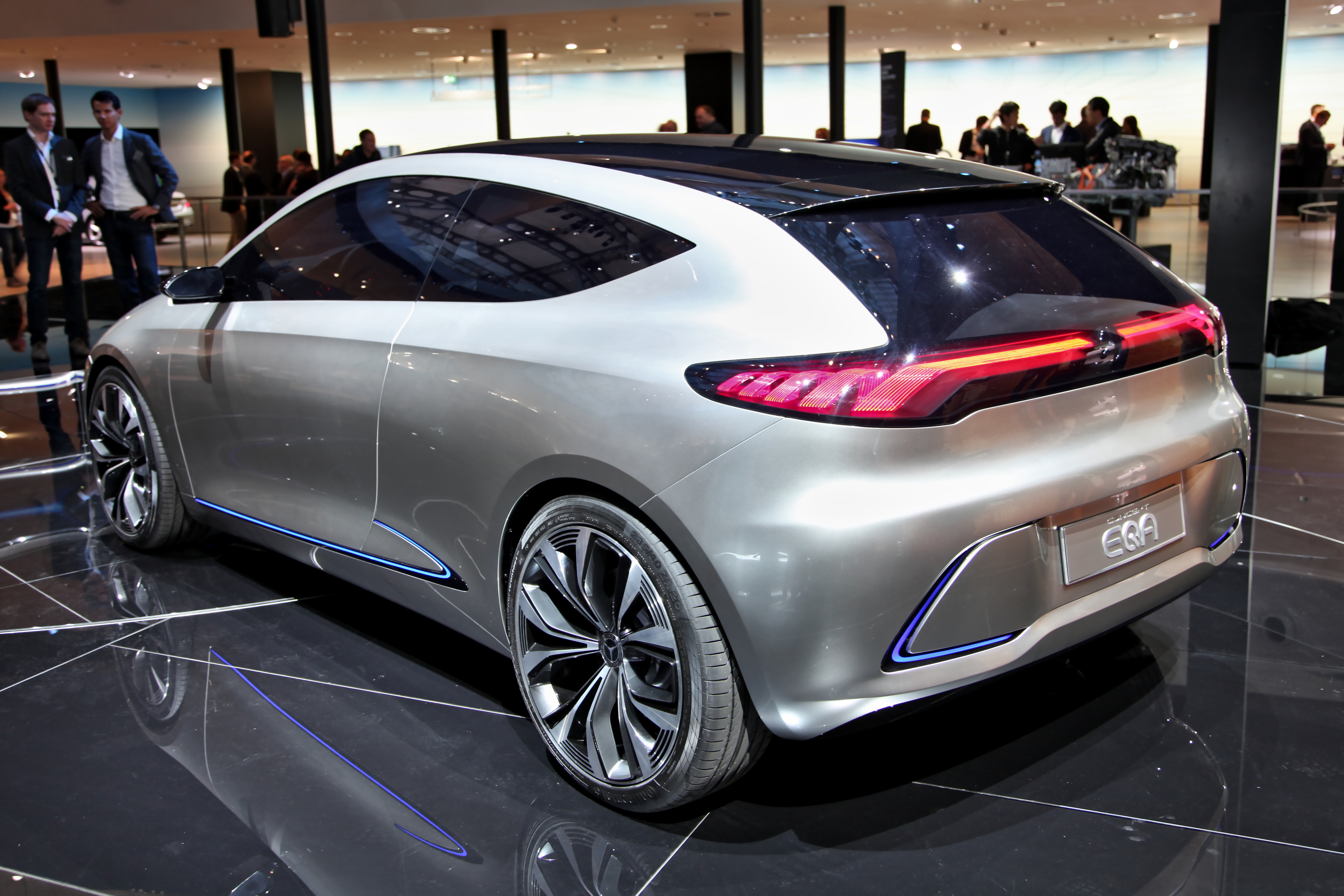
Mercedes-Benz Concept EQA hátulnézetből

## Technológia

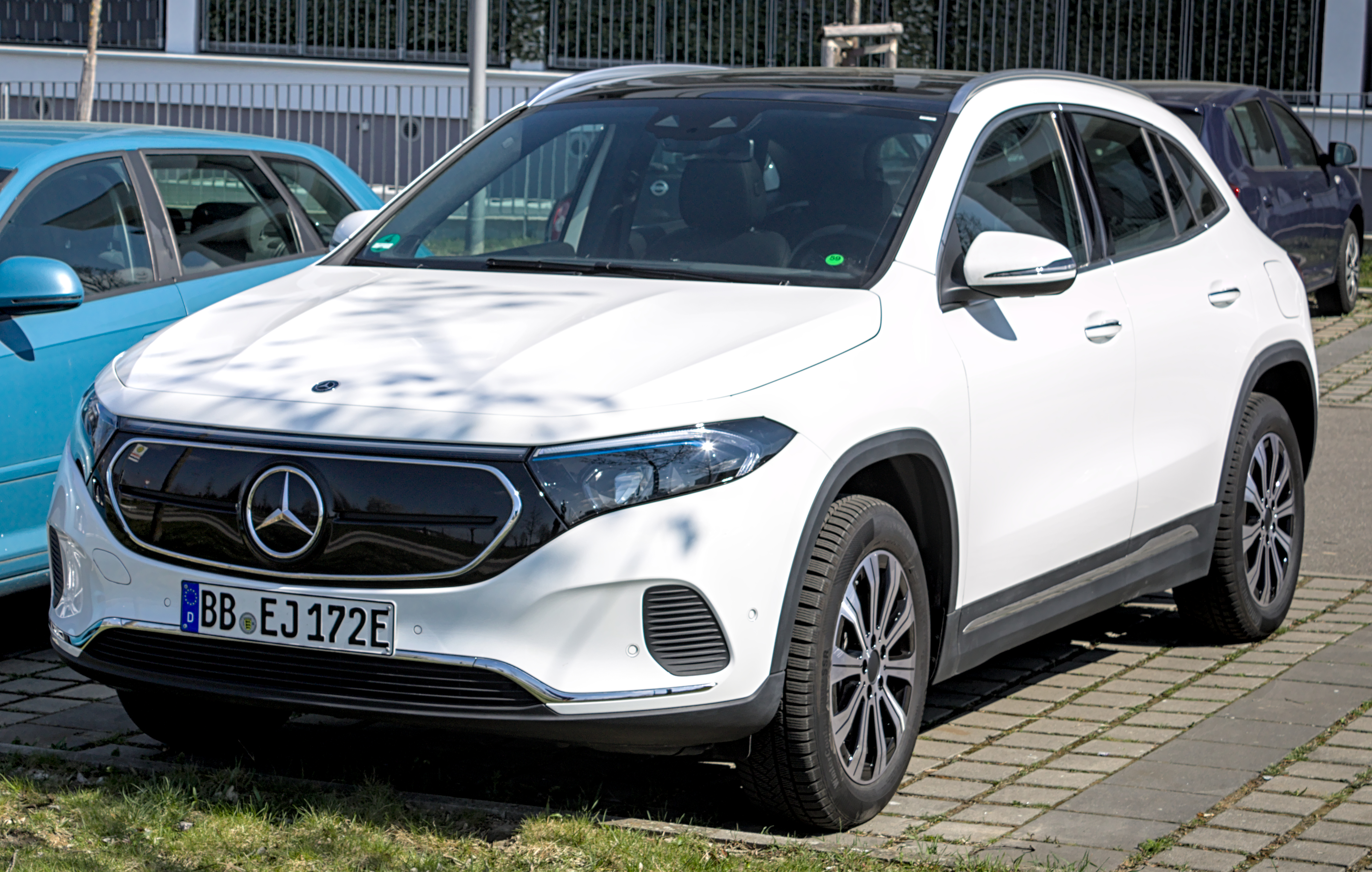
Elölnézetből
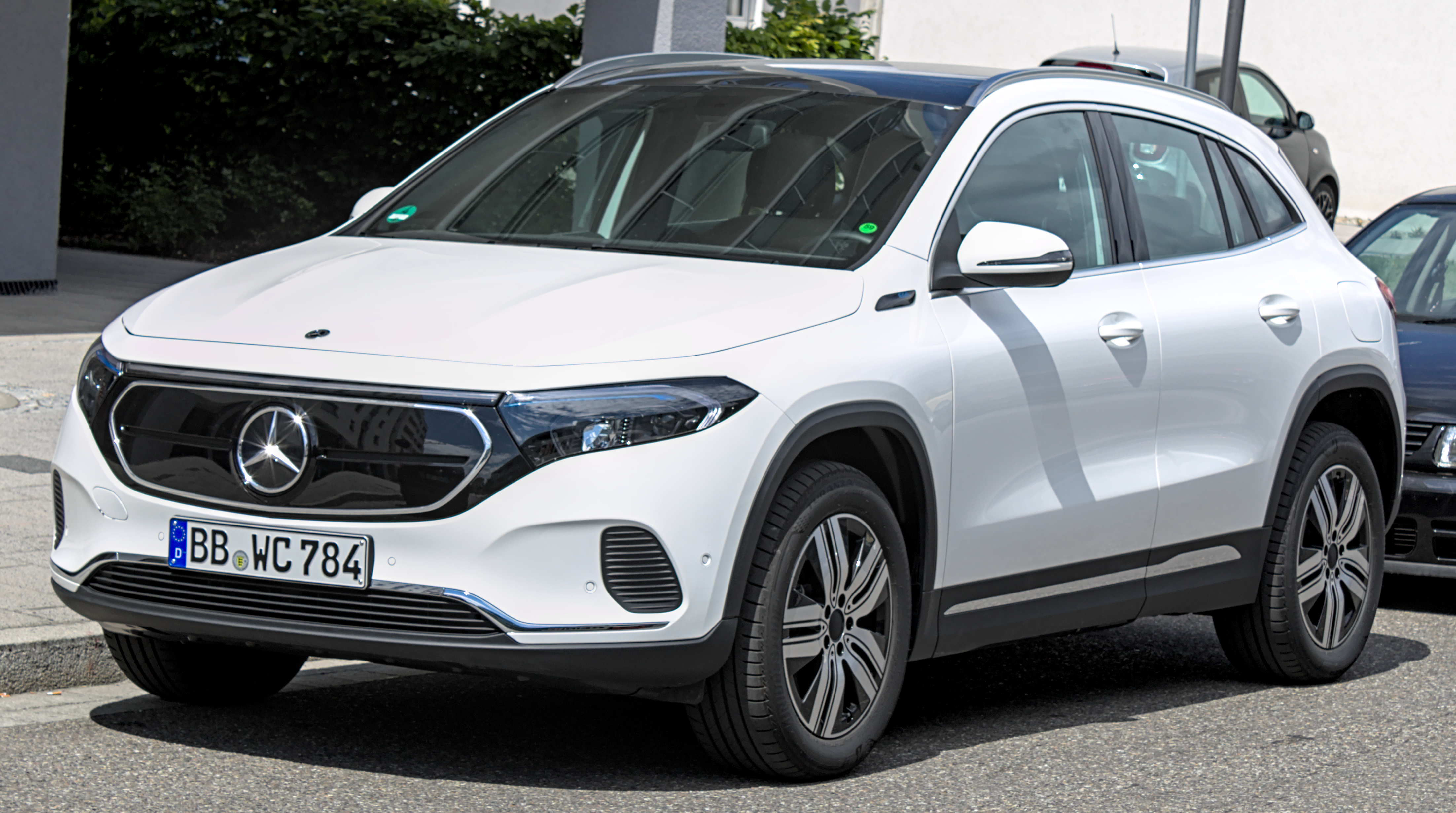
Elölnézetből
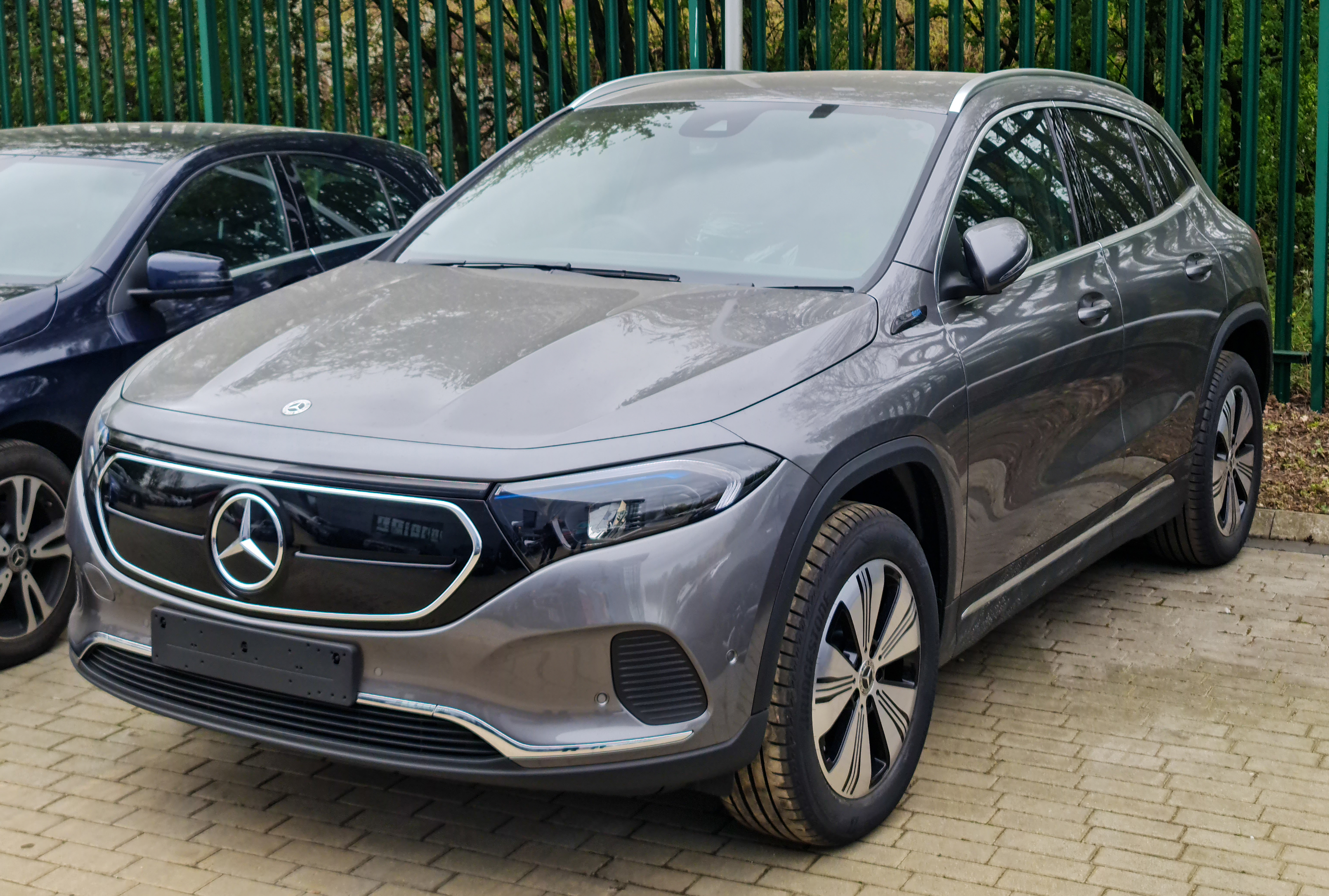
Elölnézetből
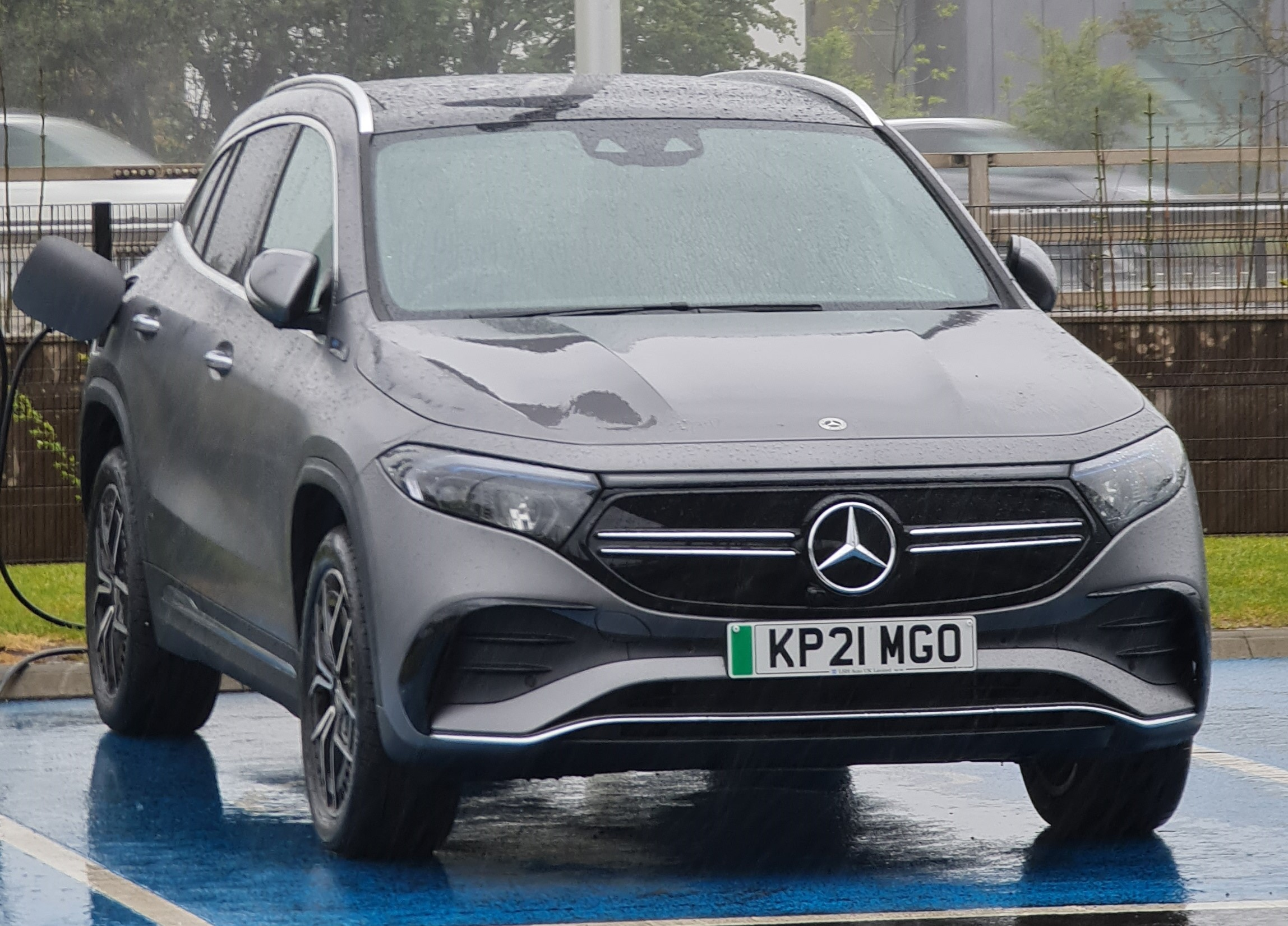
Elölnézetből
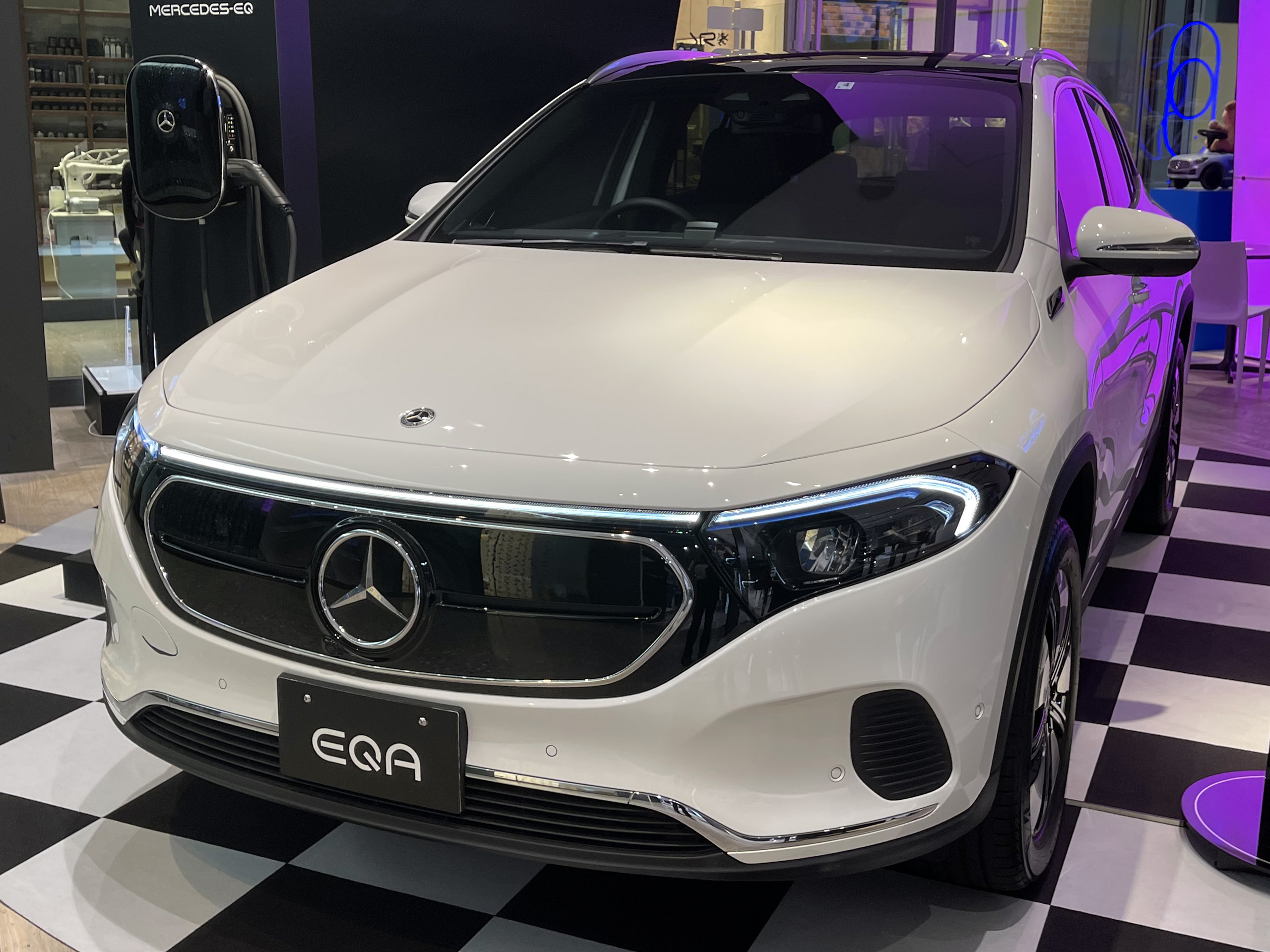
Elölnézetből
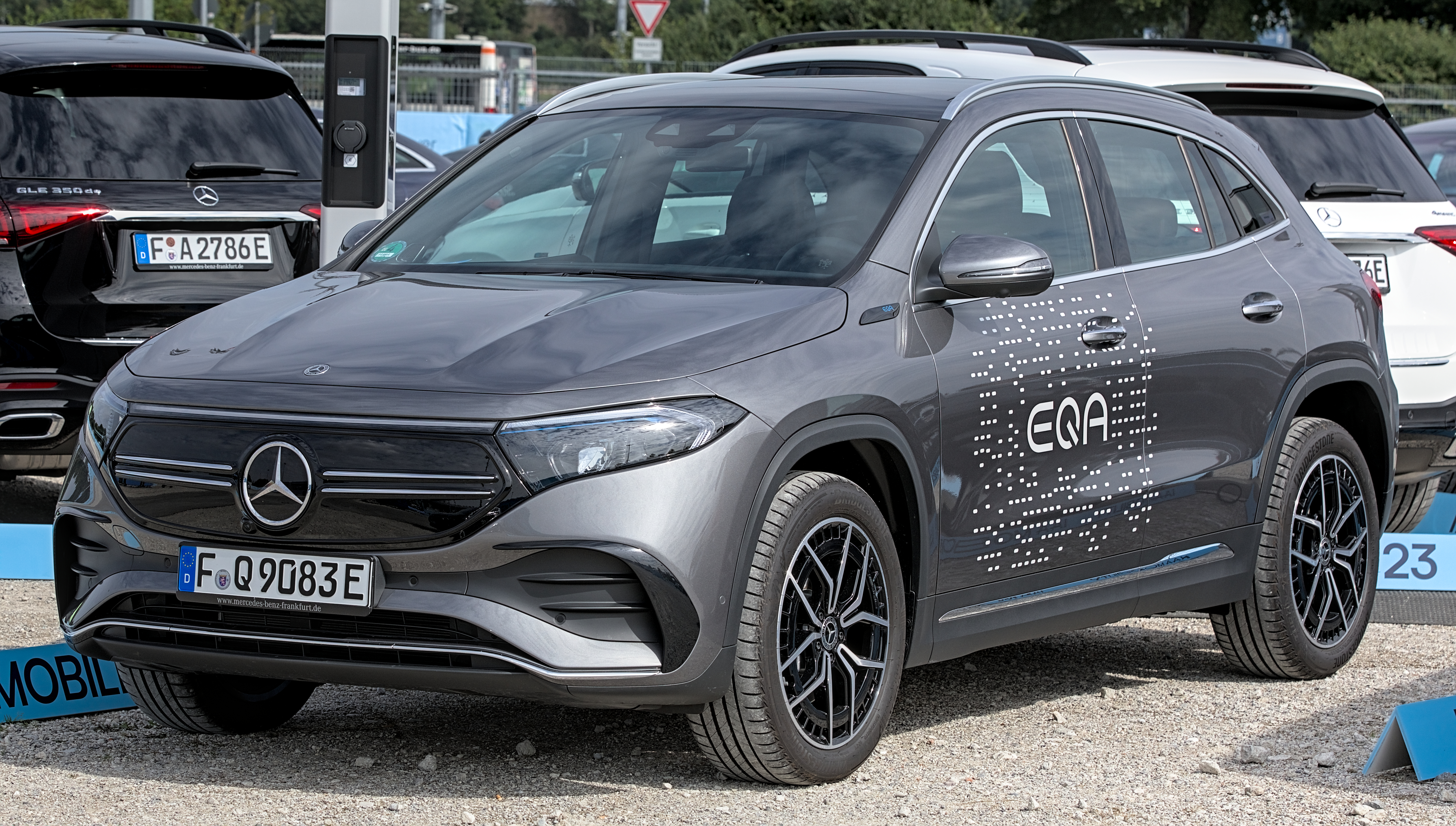
Elölnézetből
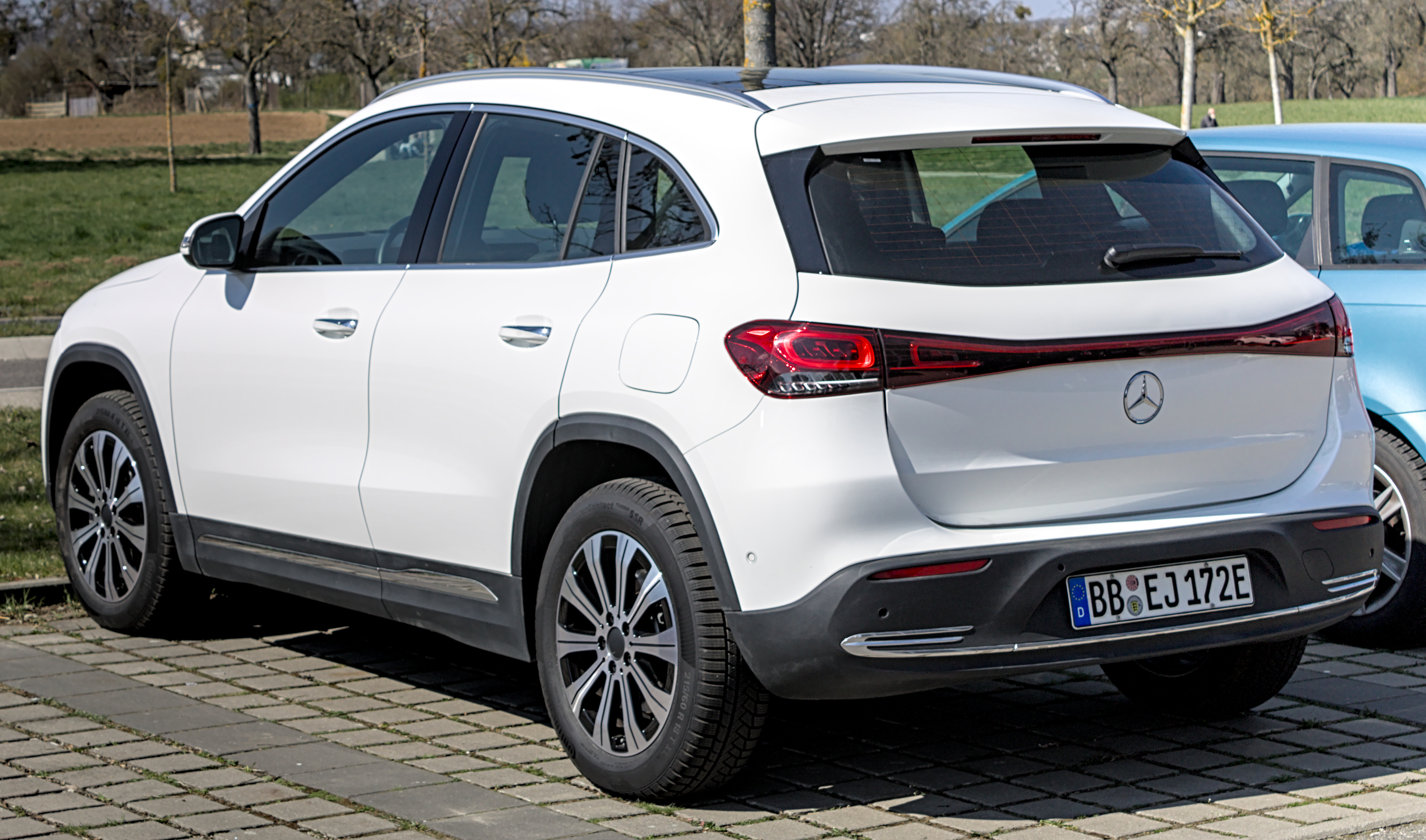
Hátulnézetből
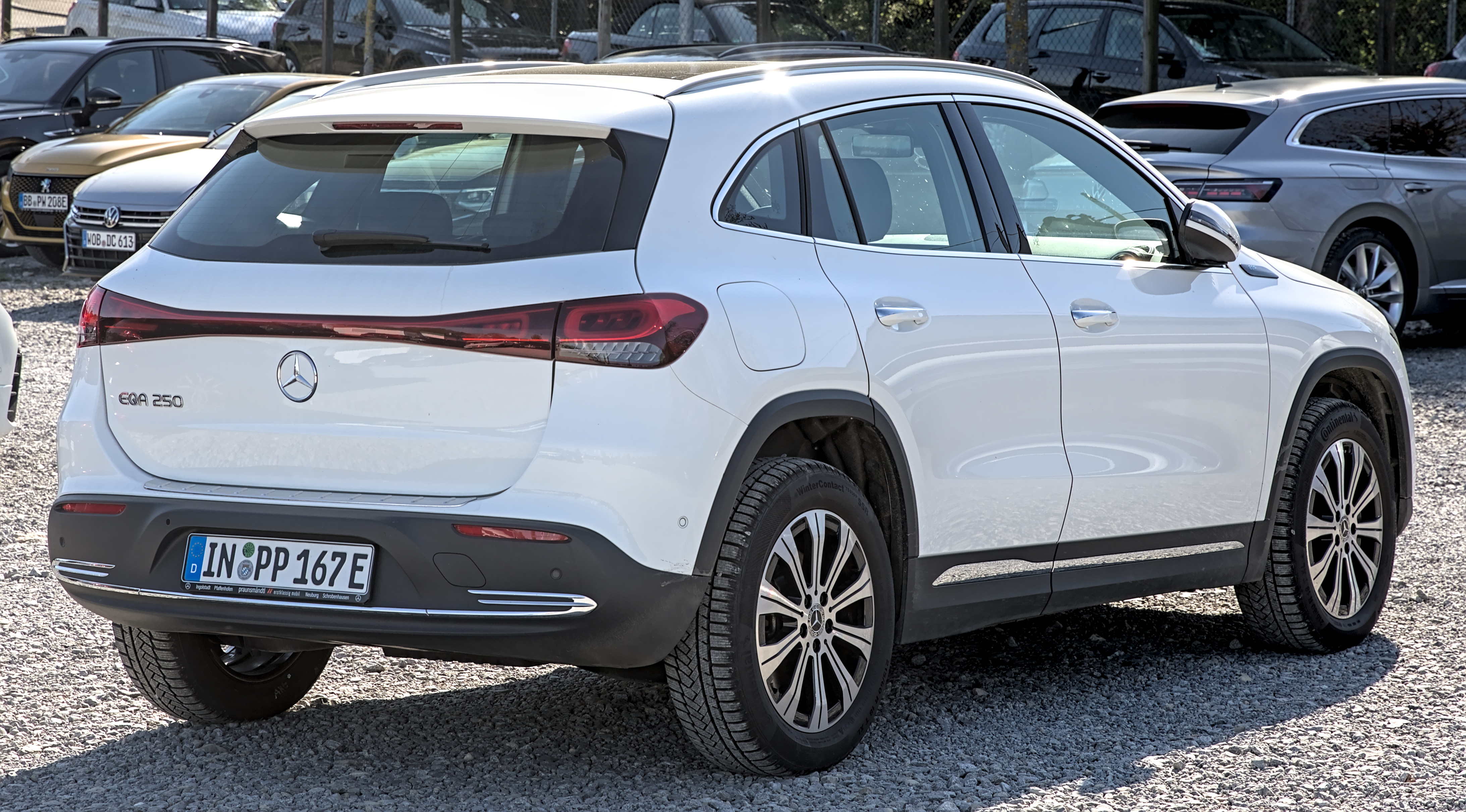
Hátulnézetből
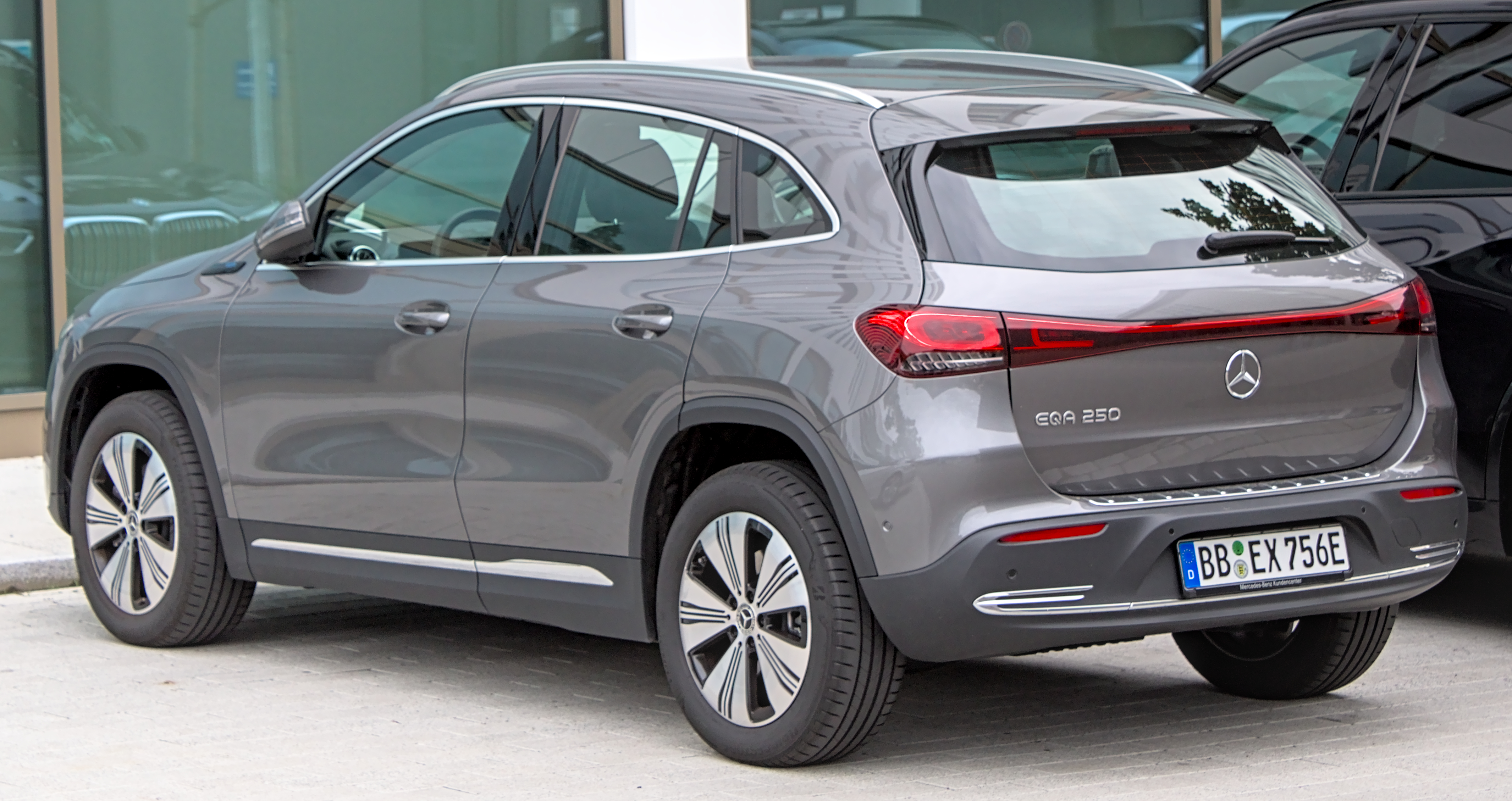
Hátulnézetből
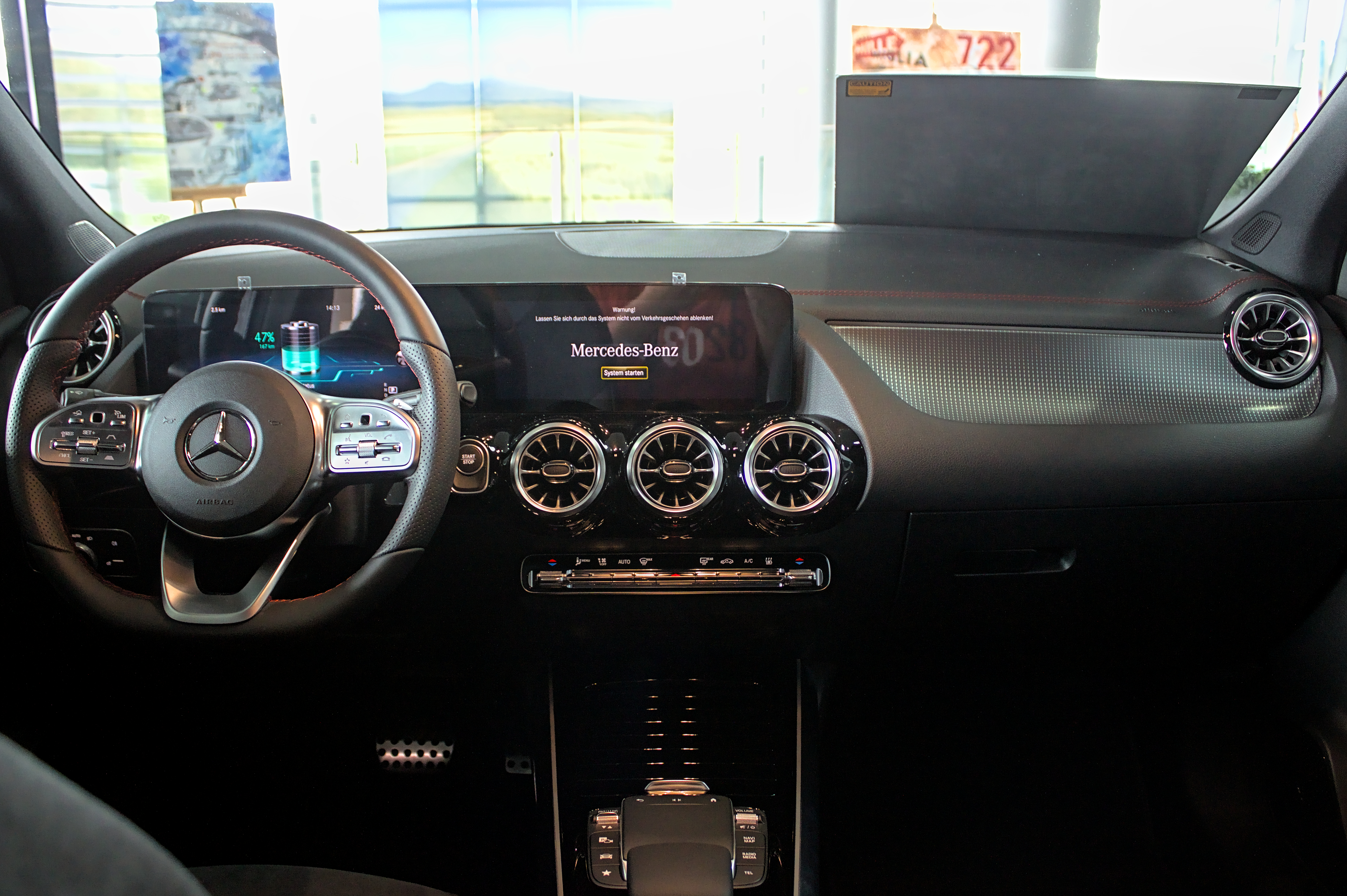
A Mercedes-Benz EQA belső tere
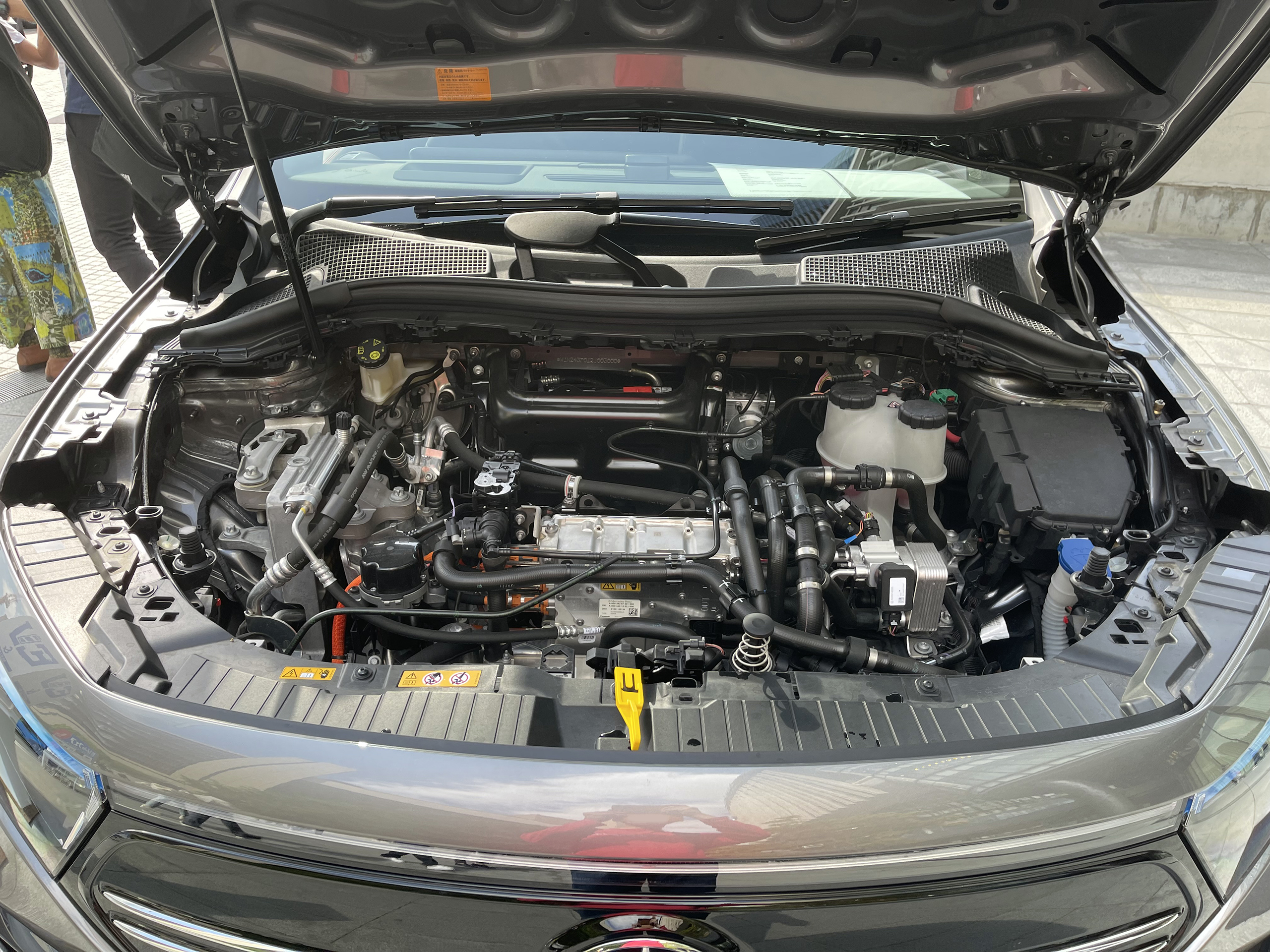
A Mercedes-Benz EQA motortere

Az ötüléses sorozatgyártású jármű a GLA platformján alapul. Méreteit tekintve 4,46 méter hosszú, 1,83 méter széles és 1,62 méter magas.
A WLTP szerinti hatótávolsága 438 km a 66,5 kWh kapacitású lítium-ion akkumulátorral felszerelt autó esetében. A 2022-ben bemutatott EQA 250+ nagyobb akkumulátorral rendelkezik, amely 540 km-es WLTP szerinti hatótávot tesz lehetővé. Az egyenáramú töltési teljesítmény 100 kW.

## Műszaki adatok
|                                  | EQA 250                     | EQA 250             | EQA 250+            | EQA 300 4MATIC     | EQA 350 4MATIC     |
| -------------------------------- | --------------------------- | ------------------- | ------------------- | ------------------ | ------------------ |
| Gyártási időszak                 | 2021. február – 2022. május | 2022. május óta     | 2022. március óta   | 2021. május óta    | 2021. május óta    |
| Max. teljesítmény                | 140 kW                      | 140 kW              | 140 kW              | 168 kW             | 215 kW             |
| Max. nyomaték                    | 375 Nm                      | 385 Nm              | 385 Nm              | 390 Nm             | 520 Nm             |
| A meghajtás típusa               | Elsőkerék-meghajtás         | Elsőkerék-meghajtás | Elsőkerék-meghajtás | Összkerékmeghajtás | Összkerékmeghajtás |
| Gyorsulás, 0-100 km/óra          | 8,9 mp                      | 8,6 mp              | 8,6 mp              | 7,7 mp             | 6,0 mp             |
| Maximális sebesség               | 160 km/óra                  | 160 km/óra          | 160 km/óra          | 160 km/óra         | 160 km/óra         |
| Az autó súlya                    | 2040 kg                     | 2040 kg             | 2040 kg             | 2105 kg            | 2105 kg            |
| Fogyasztás 100 km-en (WLTP)      | 17,6-18,9 kWh               | 15,4-16,9 kWh       | 15,3-16,8 kWh       | 17,4-18,6 kWh      | 17,4-18,6 kWh      |
| Hatótávolság (WLTP)              | 402-429 km                  | 458-496km           | 489-531km           | 411-438 km         | 411-438 km         |
| Használható akkumulátorkapacitás | 66,5 kWh                    | 66,5 kWh            | 70,5 kWh            | 66,5 kWh           | 66,5 kWh           |
| Töltési idő (10%-ról 80%-ra)     | 32 perc                     | 32 perc             | 32 perc             | 32 perc            | 32 perc            |

## Fordítás
Ez a szócikk részben vagy egészben  a   Mercedes-Benz H 243 című német Wikipédia-szócikk ezen változatának fordításán alapul.  Az eredeti cikk szerkesztőit annak laptörténete sorolja fel. Ez a jelzés csupán a megfogalmazás eredetét és a szerzői jogokat jelzi, nem szolgál a cikkben szereplő információk forrásmegjelöléseként.